# Тестови интелигенције
Тестови интелигенције представљају скуп задатака за које је на основу претходног испитивања утврђено на који их начин треба постављати и на који начин треба оцењивати резултате који се добијају њиховом решењем и за који су скуп задатака, поред тога, утврђене мерне карактеристике: ваљаности, поузданости и објективности.

## Историјат
Први тест интелигенције конституисали су француски научници Бине и Симон 1905. године. Тај тест је био намењен проналажењу деце која нису у стању да прате редовну наставу, а да би се, радећи посебно са том децом, омогућило да и она успешно напредују у настави. Бине је, да би утврдио која ће деца моћи пратити наставу, а која неће, после дужег проверавања ставио одређени број задатака којима је испитивао да ли деца могу да схвате поједине врсте проблема, да ли су у стању да нађу решење за њих и да ли су довољно критична да оцене вредност својих решења. Три године касније Бине је и даље развио испитивање интелигенције. Будући да интелигенција расте са узрастом, а старија деца су способнија за решавање различитих задатака него млађа, он је одабрао по пет задатака за сваку годину старости. Издвојио је такве задатке које већина деце на одређеном узрасту успешно решава, али које не успева да реши већина млађе деце. Користећи те задатке он је морао да одреди умни узраст (менталну доб) сваког испитаног детета. Са Бинеовим тестовима почело је не само поузданије испитивање интелигенције, него и мерење интелигенције. Полазећи од испитивања Бинеовим поступком, нађен је и начин и за бројно истраживање степена интелигенције, за израчунавање висине коефицијента или количника интелигенције.